# Ptiloprora
A Ptiloprora a madarak osztályának verébalakúak (Passeriformes) rendjébe és a mézevőfélék (Meliphagidae) családjába tartozó nem.

## Rendszerezés
A nembe az alábbi 6 faj tartozik:
- szürketorkú mézevő (Ptiloprora plumbea)
- Meek-mézevő (Ptiloprora meekiana)
- vörösvállú mézevő (Ptiloprora erythropleura)
- Mayr-mézevő (Ptiloprora mayri)
- vöröshátú mézevő (Ptiloprora guisei)
- csíkos mézevő (Ptiloprora perstriata)